# NGC 3634
NGC 3634 is een elliptisch sterrenstelsel in het sterrenbeeld Beker. Het hemelobject werd in 1886 ontdekt door de Amerikaanse astronoom Francis Preserved Leavenworth.

## Synoniemen
- MCG -1-29-8
- VV 724
- PGC 34714